# Especificação de programa
Uma especificação de programa é a definição do que se espera que um programa de computador faça. Ela pode ser informal, neste caso ela pode ser considerada como um blueprint ou manual de usuário do ponto de vista do desenvolvedor, ou formal, no caso de ela ser definida principalmente em termos matemáticos ou programáticos.
Na prática, as especificações mais bem sucedidas são escritas para a compreensão e ajustes em uma aplicação que já se encontra bem desenvolvida, embora sistemas de sistemas de segurança críticos sejam cuidadosamente especificados antes do desenvolvimento da aplicação. Especificações são mais importantes para interfaces externas que devem permanecer estáveis.